# Тривиальность
Тривиальность — крайняя степень упрощения. Термин часто употребляется, в форме прилагательного или наречия, в математике в отношении объектов, простейших в своём классе. Тривиальность не имеет универсального определения.

## Этимология
Происходит от тривиума (лат. trivium), одной из ступеней в традиционном (средневековом) образовании.

## Примеры вматематике
- 0 (или нулевой вектор) — тривиальное решение линейного уравнения типа Ax = 0
- Пустое множество — тривиальный объект теории множеств
- Постоянная функция и, иногда, тождественная функция во многих контекстах считаются тривиальными функциями
- Начальный и терминальный объекты, формализация тривиальности в теории категорий
  - Тривиальные объекты в алгебре
- Тривиальное представление в теории представлений
- Тривиальные топологии в общей топологии: дискретная топология и антидискретная топология
- Тривиальное расслоение